# Торик Микола Антонович
Микола Антонович Торик (15 березня 1906, село Перевоз, тепер Копильського району Мінської області, Республіка Білорусь — 14 квітня 1999, місто Москва) — радянський військовий діяч, політпрацівник, віце-адмірал. Депутат Верховної Ради УРСР 5—6-го скликань. Кандидат у члени ЦК КПУ в лютому 1960 — березні 1966 р.

## Біографія
Народився 2(15) березня 1906 року у бідній селянській родині. З дитячих років наймитував у багатих селян, працював найманим робітником. У 1923 році закінчив семирічну школу і вступив до комсомолу. У 1926—1928 роках — на відповідальній роботі в Слуцькому міському комітеті комсомолу Білоруської РСР.
Член ВКП(б) з 1927 року.
З 1928 року — у Червоній армії. У листопаді 1928 — січні 1929 р. — червоноармієць, у січні — жовтні 1929 р. — курсант, у жовтні — листопаді 1929 р. — помічник командира, у листопаді 1929 — грудні 1930 р. — відповідальний організатор ВЛКСМ 37-го артилерійського полку Білоруського військового округу.
У грудні 1930 — липні 1931 р. — слухач Ленінградських військово-політичних курсів імені Енгельса.
У липні 1931 — лютому 1933 р. — помічник командира батареї з політичної частини, у лютому — червні 1933 р. — інструктор Політичного відділу 4-ї стрілецької дивізії, у червні — липні 1933 р. — відповідальний секретар партійного бюро танкового батальйону Ленінградського військового округу.
У липні 1933 — серпні 1937 р. — слухач Військово-політичної академії імені Толмачова.
З 1937 року — у Військово-морському флоті СРСР. У серпні — жовтні 1937 р. — військовий комісар берегової бази окремого дивізіону торпедних катерів.
У жовтні 1937 — лютому 1938 р. — відповідальний редактор газети «Красный черноморец» Політичного управління Чорноморського флоту.
У лютому 1938 — грудні 1939 р. — помічник начальника Політичного управління РСЧФ з комсомольської роботи.
У грудні 1939 — квітні 1940 р. — заступник начальника Політичного управління Червонопрапорного Балтійського флоту. Учасник радянсько-фінської війни.
У квітні 1940 — травні 1945 р. — начальник Політичного управління Північного флоту. Учасник німецько-радянської війни.
У травні 1945 — червні 1946 р. — начальник Політичного управління Червонопрапорного Балтійського флоту, начальник Політичного управління Південно-Балтійського флоту. У червні 1946 — серпні 1950 р. — начальник Політичного управління 4-го Військово-морського флоту.
У серпні 1950 — січні 1951 р. — слухач підготовчих курсів при Вищій військовій академії імені Ворошилова. У січні 1951 — листопаді 1952 р. — слухач військово-морського факультету Вищої військової академії імені Ворошилова.
У листопаді 1952 — грудні 1955 р. — член Військової Ради Дунайської військової флотилії.
У грудні 1955 — лютому 1966 р. — начальник Політичного управління Чорноморського флоту.
Одночасно, у квітні 1957 — лютому 1966 р. — член Військової Ради Чорноморського флоту.
З квітня 1966 — у відставці. Проживав у Москві. Похований на Кунцевському цвинтарі.

## Звання
- дивізійний комісар (17.03.1941)
- генерал-майор берегової служби (13.12.1942)
- генерал-майор (5.05.1952)
- віце-адмірал (18.02.1958)

## Нагороди
- орден Леніна (1954)
- орден Трудового Червоного Прапора (1966)
- два ордена Вітчизняної війни 1-го ст. (1944, 1985)
- три ордена Червоного Прапора (1942, 1945, 1949)
- чотири ордена Червоної Зірки (1943, 1944, 1976, 1986)
- медалі